# DR-Baureihe 03
Die Dampflokomotiven der Baureihe 03 waren Einheits-Schnellzuglokomotiven der Deutschen Reichsbahn, welche konstruktiv den Lokomotiven der Baureihe 01 ähnlich waren, aber über eine geringere Radsatzlast von maximal 18 t verfügten.

## Geschichte

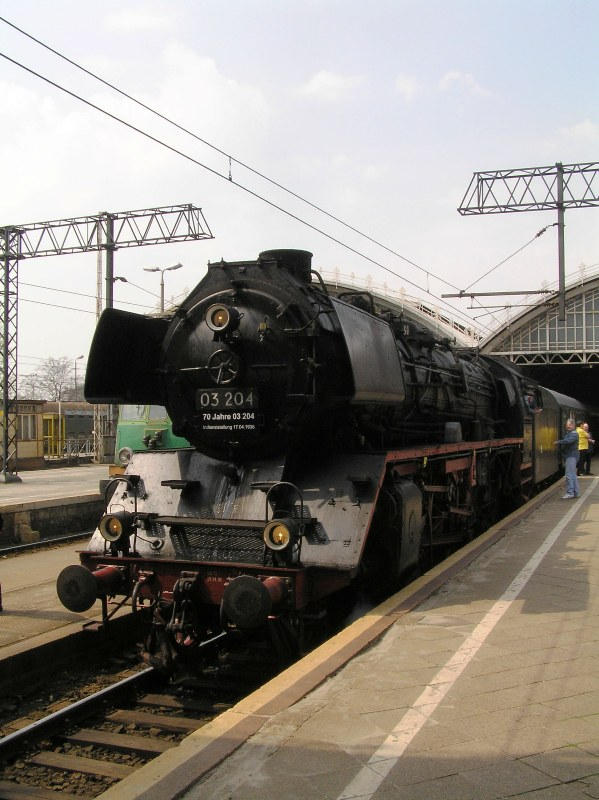
03 204, Altbaukessel mit Mischvorwärmer und neuem, geschweißten Stehkessel

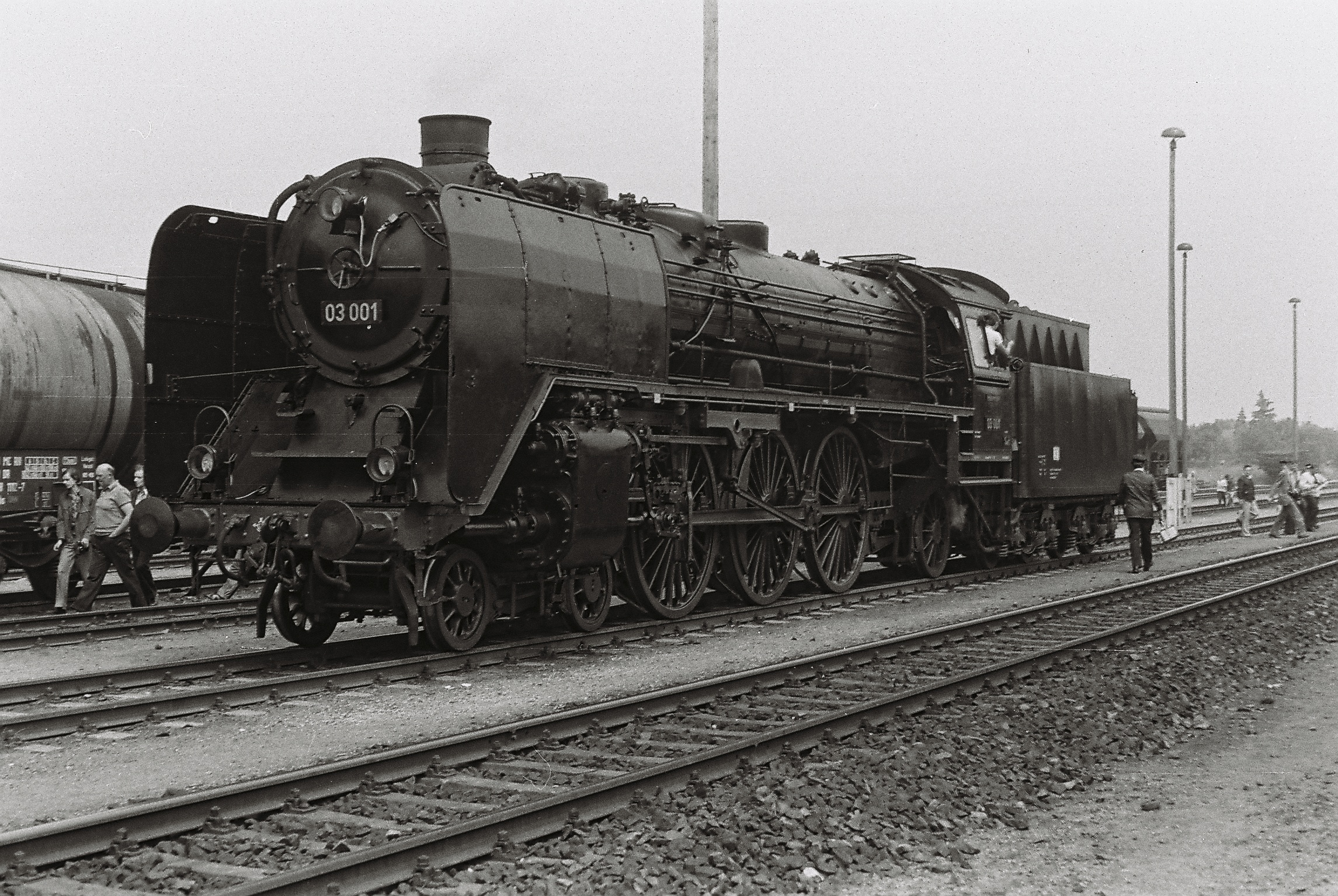
03 001 (Ursprungsausführung mit Oberflächenvorwärmer) im Jahr 1976 in Coswig

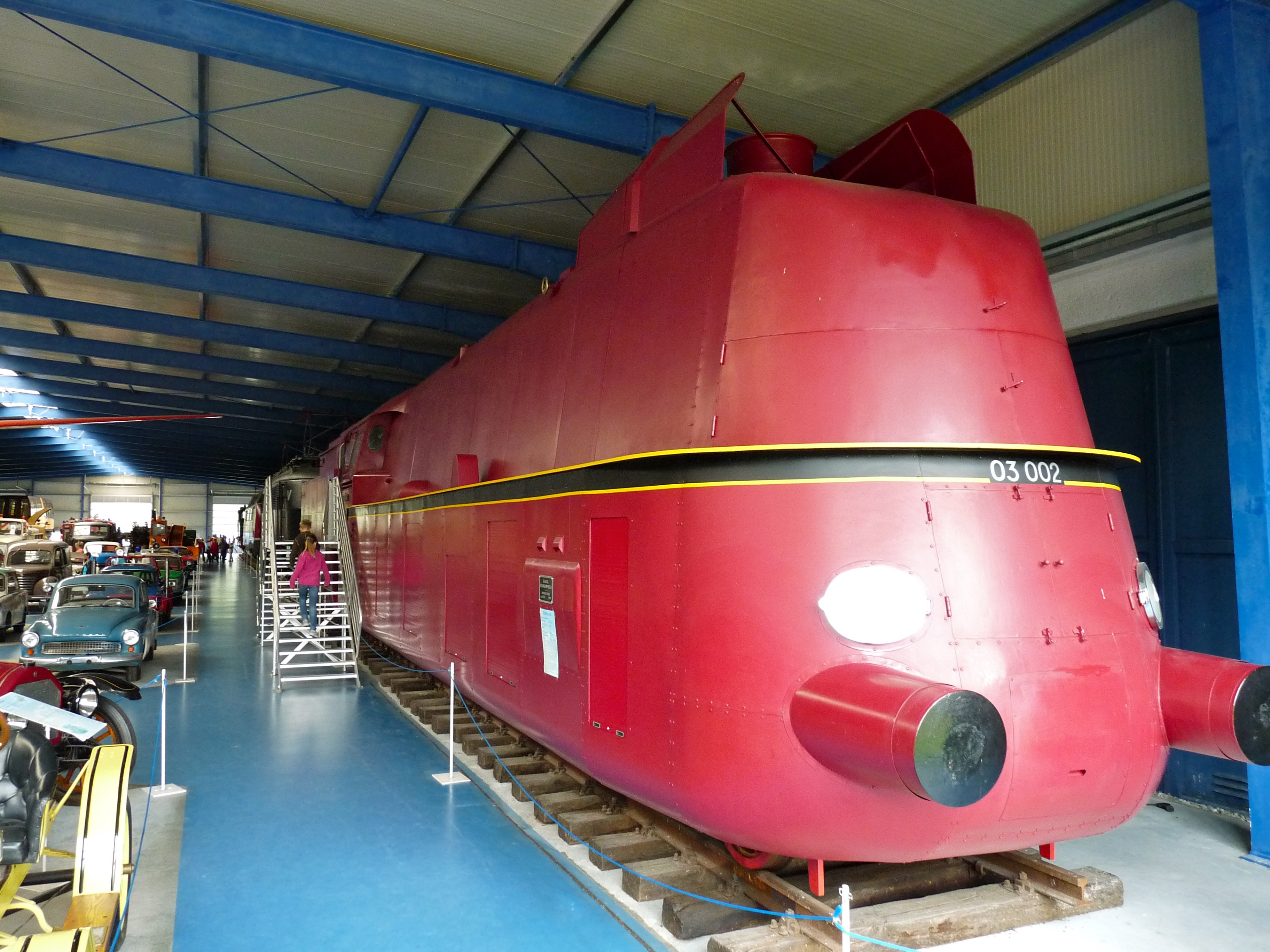
Dampflok 03 002 im Museum Prora

Die Lokomotiven der Baureihe 03 wurden zwischen 1930 und 1938 als Schnellzuglokomotiven für Strecken gebaut, die nur für Radsatzlasten bis 18 t geeignet waren. Von der konstruktiv an die Baureihe 01 angelehnten Lokomotivgattung sind 298 Exemplare durch die Firmen Borsig, Krupp, Henschel und Schwartzkopff gebaut worden.
Die geringere Masse der Maschinen im Vergleich zur Baureihe 01 erzielte man durch einen leichteren Barrenrahmen, einen kleineren Kessel und kleinere Zylinder. Ab der Betriebsnummer 03 123 verlegte man die Pumpen in die Fahrzeugmitte und ab der Betriebsnummer 163 hatten die Lokomotiven Laufdrehgestelle mit Laufrädern mit 1000 mm statt 850 mm Durchmesser. Die ersten 122 Exemplare waren ursprünglich nur für 120 km/h Höchstgeschwindigkeit zugelassen, sie wurde aber nach wenigen Jahren nach Messfahrten beim Lokomotiv-Versuchsamt Grunewald auf 130 km/h heraufgesetzt. Die Maschinen ab 03 123 waren bereits bei ihrer Auslieferung für diese Geschwindigkeit zugelassen.
Die Lokomotiven der Baureihe 03 zeichneten sich durch einen niedrigen spezifischen Dampfverbrauchswert von 6,32 kg/PSh in Bezug auf die indizierte Leistung aus. Auch im Kohlenverbrauch wiesen die Maschinen mit 0,86 kg/PSih niedrige Werte auf (zum Vergleich: P 8 0,96 kg/PSih, Baureihe 01 0,93 kg/PSih sowie S 3/6 0,88 kg/PSih).
Die Lokomotive 03 154 wurde mit einer parabolischen Rauchkammertür, einem windschnittigen Führerhaus und einer Triebwerksverkleidung ausgestattet. Die 03 193 erhielt eine weinrote stromlinienförmige Vollverkleidung und einen Tender 2’3 T37St, um im Betriebsdienst eine annähernd gleichwertige Ersatzmaschine zu den beiden Exemplaren der Baureihe 05 zu haben. Durch die strömungsgünstige Lokverkleidung konnte die Zughakenleistung bei hohen Geschwindigkeiten mit bis zu 48 % (Lok 03 193) beachtlich gesteigert werden.
Ferner erhielten die 03 204 und 205 versuchsweise eine Triebwerksverkleidung. Die Lokomotiven 03 175 und 207 wurden versuchsweise mit einer Lentz-Ventilsteuerung ausgerüstet. Die Lokomotiven dieser Baureihe waren mit Schlepptendern der Bauarten 2’2 T30, 2’2’ T32 und 2’2’ T34 gekuppelt.
Bis 1959 waren bei der Deutschen Bundesbahn 145 Lokomotiven der Baureihe 03 im Einsatzbestand, davon 62 Maschinen (03 005 bis 122) mit Luft- und Speisepumpe in Rauchkammernischen und kleinen Vorläuferrädern (850 mm Durchmesser), 16 Maschinen (03 127 bis 160) mit den Pumpen in Fahrzeugmitte und kleinen Vorlaufrädern (850 mm) sowie 67 Maschinen (03 164 bis 296) mit Pumpen in Fahrzeugmitte, Scherenbremsen und größeren Vorlaufrädern (1000 mm).
1968 waren bei der DB noch 45 Exemplare der nun als Baureihe 003 bezeichneten Lokomotiven im Einsatzbestand. Sie waren in folgenden Bahnbetriebswerken beheimatet: zwei in Braunschweig, sechs in Bremen Hbf, 13 in Hamburg-Altona, eine in Husum, 16 in Mönchengladbach und sieben in Ulm.
Die letzten zehn Lokomotiven der Baureihe 003 der DB wurden ab 1971 von Ulm aus eingesetzt, 1972 wurden als letzte die 003 088, 131 und 268 z-gestellt.
Die Deutsche Reichsbahn (DR) hatte 86 Maschinen im Bestand. Ab dem Jahr 1960 stattete sie bei Ausbesserungen nach Schadgruppe L4 ihre Maschinen mit Mischvorwärmern und Hinterkesseln (Stehkessel und Aschkasten) in Schweißausführung aus. Durch die Sowjetunion waren alle 03 bis Anfang der 50er Jahre in der Rbd Halle stationiert. Erst 1952 wurden viele Exemplare nach Berlin, Dresden und Wittenberge umstationiert. Im Unterschied zur DB wurden die Lokomotiven der Baureihe 03 bei der DR nicht Anfang der 1970er Jahre ausgemustert, sondern weiterhin im Reisezugdienst eingesetzt. Zu den mehr als zehn Stationierungs-Betriebswerken gehörten unter anderem Berlin Osb, Frankfurt (Oder), Halle P und Leipzig Süd wie auch Leipzig West. Im Jahr 1970 waren erst zwei Maschinen ausgemustert worden, die Schadlok 03 070 und die Museumslok 03 001. Das letzte große Jahr der Baureihe 03 war 1976. Im Bahnbetriebswerk Berlin Ostbahnhof waren in diesem Jahr noch zehn Reko-Maschinen stationiert. Im Bahnbetriebswerk Leipzig West endete die Stationierung der Baureihe 03 im Jahr 1978. Im Mai 1979 endete der Planeinsatz mit der Einstellung der Einsätze auf der Strecke Berlin–Leipzig. Die letzten Exemplare waren 1979 im Bahnbetriebswerk Lutherstadt Wittenberg beheimatet.

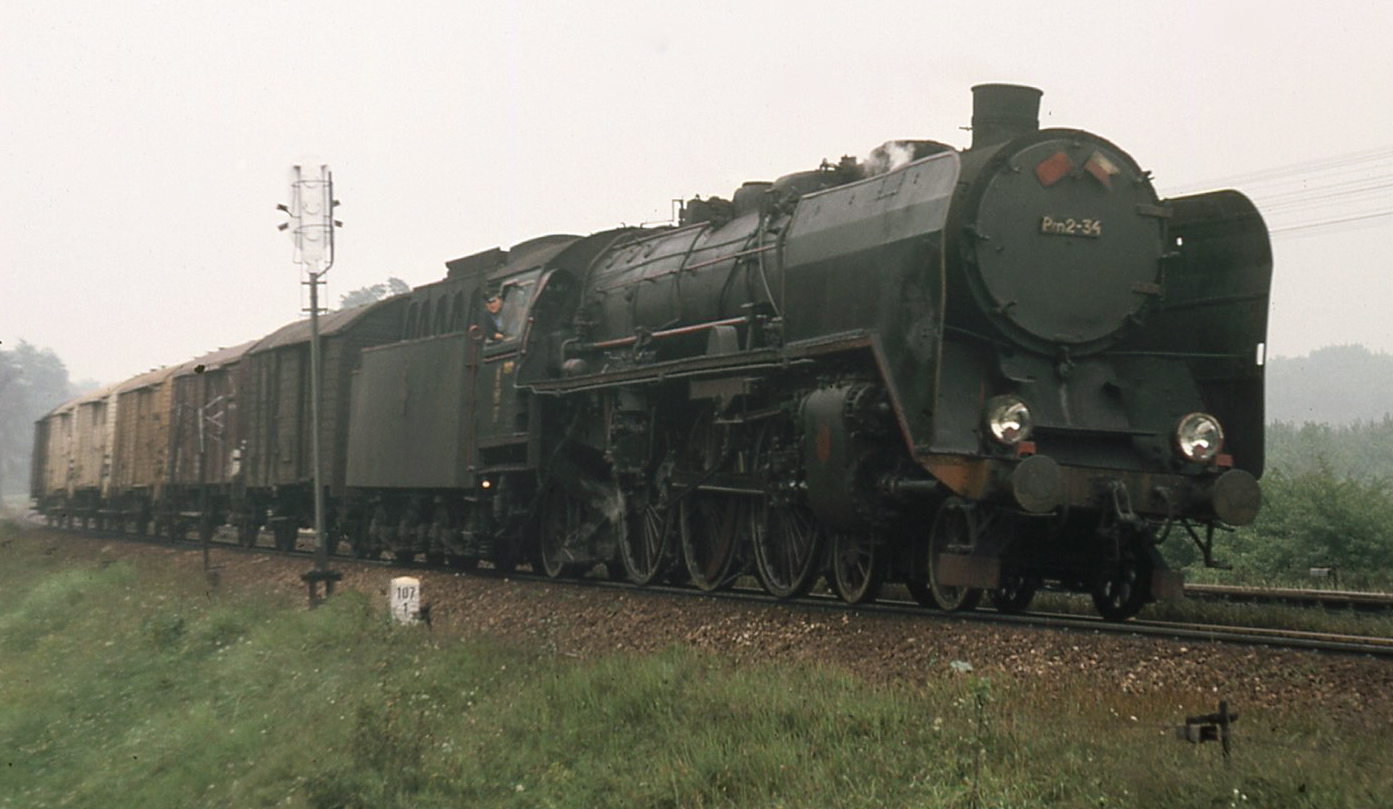
PKP Pm2-34 in Thorn, Polen, 1976

Nach der Ausmusterung der Baureihe 22 rüstete man zudem zwischen 1969 und 1975 insgesamt 52 Lokomotiven der Baureihe 03 mit den nur wenige Jahre alten Verbrennungskammerkesseln Typ 39 E aus. Die rekonstruierten 03 unterschieden sich äußerlich zur Ursprungsausführung dadurch, dass es auf dem Kessel nur einen Sandkasten und den Dampfdom gab. Wegen der inneren Speisewasseraufbereitung war ein Speisedom bei den Rekokesseln nicht mehr erforderlich. Zusätzlich gibt es am Hinterkessel mehr Waschluken. Einige wenige Maschinen wurden auch mit fabrikneuen Kesseln des gleichen Typs ausgestattet. Letztlich sind bis auf die 03 001 alle DR-Maschinen zumindest mit Mischvorwärmern und neuen Hinterkesseln ausgerüstet worden. Im Gegensatz zu den meisten anderen regelspurigen Rekolokomotiven erhielten die der Baureihe 03, ab 1970 03.2, keine neuen Nummern. Sie wurden offiziell auch nicht als rekonstruiert bezeichnet, da das Rekonstruktionsprogramm 1969 schon einige Jahre als beendet galt.
Nach dem Zweiten Weltkrieg gelangten 36 Maschinen zur polnischen Staatsbahn PKP, sie wurden bei dieser als Baureihe Pm 2 geführt und bis 1978 ausgemustert. Mindestens 29 Lokomotiven verblieben in der Sowjetunion. Die 03 113 wurde bis 1952 in Österreich eingesetzt, dann wurde sie an die DB übergeben. Die meisten von ausländischen Verwaltungen übernommenen Lokomotiven verloren zugunsten einer zweiten Strahlpumpe die Kolbenspeisepumpe mit Vorwärmer.
Erhalten sind Stand 2020 noch neun Maschinen sowie Teile einer zehnten. Betriebsfähig ist derzeit nur die 03 155, eine weitere befindet sich in Aufarbeitung. Sechs weitere Maschinen sind museal erhalten und eine als Denkmal (siehe Weblinks).
Als Weiterentwicklung entstanden Ende der 1930er Jahre die Lokomotiven der Baureihe 03.10 mit Dreizylindertriebwerk.

## Konstruktive Merkmale und Leistungsvermögen der Ursprungsausführung
Als Lokomotivrahmen wurde ein allseits bearbeiteter Barrenrahmen verwendet, dessen Wangen nur 90 mm bei der 03 statt 100 mm bei der Baureihe 01 breit waren. Im Bereich der Schleppachse wurde die Wangenstärke auf 40 mm verringert.
Der genietete, für die Einheitslokomotiven typische Langrohrkessel wurde bis zur Lokomotive 03 122 mit Kupfer-, danach mit Stahlfeuerbüchse ausgeführt. Der Kessel war in der Lage, stündlich 12 t Dampf zu erzeugen. Als Speisevorrichtungen verwendete man eine Dampfstrahlpumpe sowie eine Kolbenspeisepumpe mit Oberflächenvorwärmer. Die Speise- und Luftpumpe waren  im Lieferzustand wie bei den meisten Einheitslokomotiven in Rauchkammernischen eingebaut, für den bessere Zugang waren die Windleitbleiche der Bauart Wagner in der Mitte zu öffnen.
Das Zweizylinder-Heißdampftriebwerk wurde mit Antrieb auf den zweiten Kuppelradsatz als Treibradsatz ausgeführt. Die Heusinger-Steuerung erhielt Hängeeisen. Als Druckausgleicher verwendete man anfangs Eckventile, später Druckausgleichskolbenschieber der Bauarten Nicolai oder Karl Schulz.
Die Kuppelradsätze waren fest im Rahmen gelagert, die Spurkränze an den Radreifen des Treibradsatzes wurden allerdings um 15 mm geschwächt. Das Laufdrehgestell erhielt insgesamt 100 mm seitliche Verschiebbarkeit, die als Adamsachse ausgeführte Schleppachse insgesamt 160 mm.
Die zulässige Geschwindigkeit der Lokomotiven betrug zunächst 120 km/h, nach Verstärkung der Bremsen und Vergrößerung der Laufraddurchmesser auf 1000 mm ab der 03 163 dann 130 km/h. Einige Maschinen wurden in den 1930er Jahren auch für die Auslegungsgeschwindigkeit der Konstruktion von 140 km/h zugelassen.
Die Lokomotiven der Baureihe 03 konnten in der Ebene einen Schnellzug mit einer Wagenzugmasse von 430 t mit 120 km/h und einen solchen mit einer Masse von 790 t mit 100 km/h befördern. Auf einer Steigung von zehn Promille konnten noch 480 t mit 50 km/h bewegt werden.

## Konstruktive Merkmale der rekonstruierten Lokomotiven der Deutschen Reichsbahn

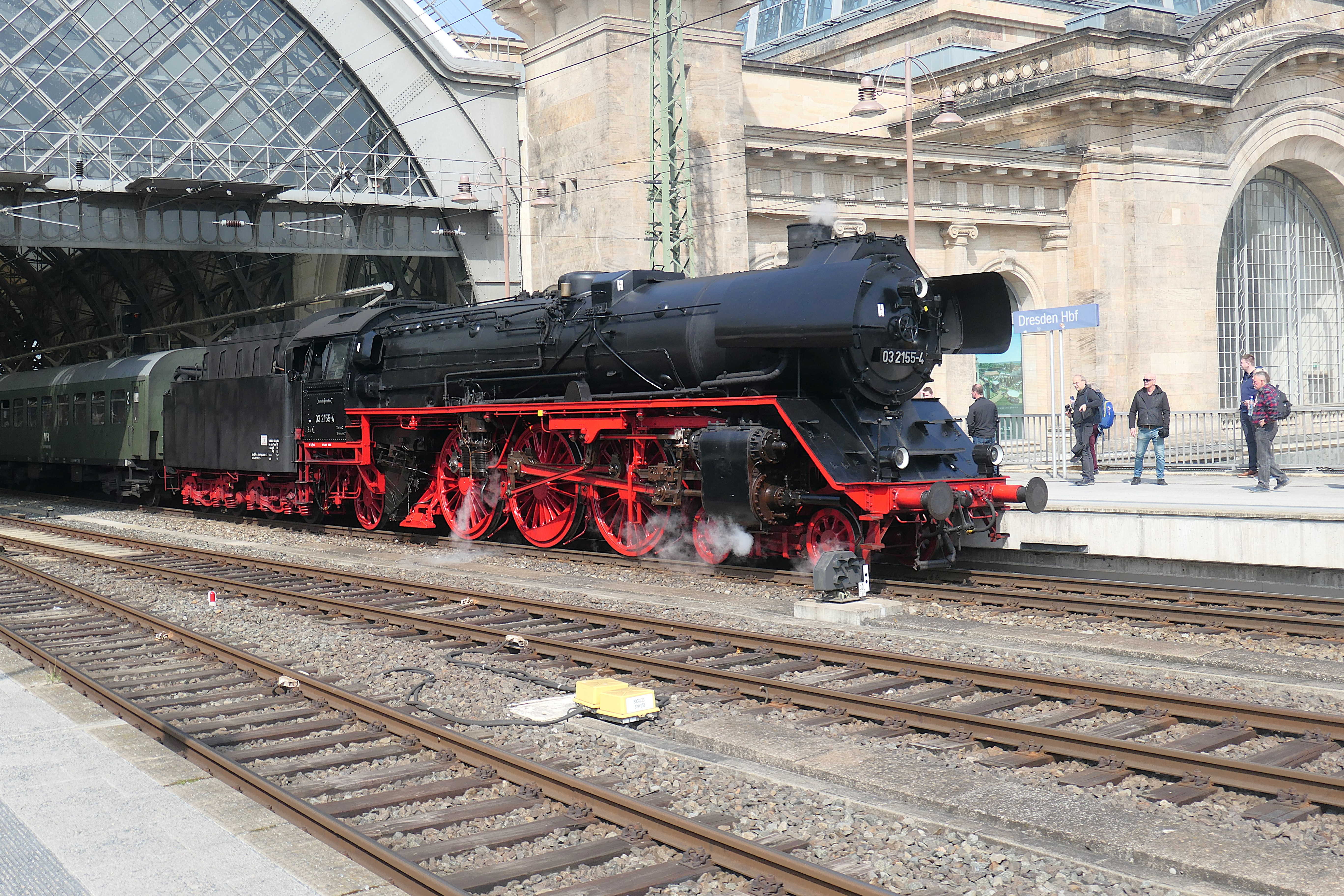
Erhaltene Lokomotive 03 2155 mit Kessel der Bauart 39E der Wedler Franz Logistik in Dresden Hauptbahnhof (2025)

Bei der Rekonstruktion der Baureihe 03 bei der Deutschen Reichsbahn ab 1969 (siehe Rekolok) wurde der ebenfalls bei den Baureihen 41 bzw. 22 verwendete, vollständig geschweißte Neubaukessel Typ 39E mit Verbrennungskammer verwendet, wobei die Kessel teilweise von bereits ausgemusterten Lokomotiven der Baureihe 22 kamen. Dieser konnte bei Nennleistung mit 14 Tonnen Dampf je Stunde zwei Tonnen Dampf mehr als der Kessel der Ursprungsausführung liefern.
Zur Speisung des Kessels wurde neben einer Dampfstrahlpumpe eine Mischvorwärmeranlage mit Doppelverbundmischpumpe eingebaut. Die Pumpen wurden wie bei vielen Rekolokomotiven aus den Rauchkammernischen in Fahrzeugmitte verlegt. Dafür musste ein besonderer Pumpenträger vorgesehen werden.
Am Rahmen der Lokomotiven musste zum Einbau des Rekokessels nur die Stehkesselauflage verbreitert werden. Lauf- und Triebwerk der Maschinen blieben unverändert. Der Steuerbock wurde nicht mehr am Kessel, sondern am Rahmen befestigt, ferner wurden Druckausgleichskolbenschieber der Bauart Trofimoff eingebaut. Neben weiteren kleineren Änderungen wie dem Einbau eines Schiebedachs im Führerhaus waren – abgesehen von der anderen Dom- und Sandkastenanordnung – der Einbau des trapezförmigen Mischvorwärmerkastens oben auf der Rauchkammer die wohl sichtbarste Änderung, die aufgrund des breiteren Stehkessels notwendig geworden war, und die neuen Führerhausvorderwände mit schmaleren Stirnfenstern (mit Klarsichtapparaten).